# Henry H. Neff
Henry H. Neff nasceu em 1973 em Massachusetts, nos Estados Unidos, e é o autor e ilustrador da série chamada A Tapeçaria, uma série de cinco livros que conta a história de um garoto chamado Max Mcdaniels.
Seu primeiro livro, The Hound of Rowan, foi lançado no Brasil em 2009 (com o título Academia de Rowan), o segundo, O Cerco de Rowan em 2010,e o terceiro, O Demônio e a Forja em 2012 todos pela Editora Prumo.

## Livros da série Tapestry
- The Hound Of Rowan (2007)
- The Second Siege (2008)
- The Fiend And The Forge (2010)
- The Maelstrom (2012)
- The Red Winter (2014)